# Foot in Mouth (Goldfinger)
Foot in Mouth è il secondo album live del gruppo pop punk/ska punk statunitense, pubblicato il 1º giugno 2001 e acquistabile solo ai concerti della band o sul sito ufficiale.
Contiene, oltre a tracce dai dischi precedenti, anche una canzone del successivo Open Your Eyes e una cover di Smiling degli Operation Ivy. Il disco è stato registrato durante il tour della band del 2001 in Inghilterra.

## Tracce
1. Question – 3:43
2. Counting the Days – 3:40
3. I'm Down – 2:17
4. San Simeon – 3:10
5. Going Home – 1:43
6. My Head – 3:14
7. Mable – 2:38
8. The Darrin Experience – 2:26
9. Superman – 3:18
10. S.M.P. – 0:54
11. 99 Red Balloons (Nena cover) – 3:32
12. Donut Dan – 1:01
13. King for a Day – 3:21
14. Miles Away – 3:18
15. Smiling (Operation Ivy cover) – 2:06
16. (Hidden Track) – 0:45

## Formazione
- John Feldmann – voce, chitarra
- Charlie Paulson – chitarra
- Kelly LeMieux – basso, voce di accompagnamento
- Darrin Pfeiffer – batteria, voce di accompagnamento